# Stanisław Bryła (żołnierz)
Stanisław Bryła – polski działacz polityczny.
W 1969 jako weteran, działacz Związku Bojowników o Wolność i Demokrację miasta Krakowa został z okazji 25-lecia PRL odznaczony Krzyżem Kawalerskim Orderu Odrodzenia Polski.